# ネギStyle
ネギStyle（ネギスタイル）は、エフエムラジオ新潟（FM-NIIGATA）で2013年10月3日から放送されているラジオ番組。パーソナリティは新潟県を地盤に活動するアイドルグループのNegicco。

## 放送時間の変遷
- 木曜日 20:00 - 20:30（2013年10月 - 2014年11月）
- 金曜日 20:00 - 20:30（2014年12月 - 2018年3月）※月 - 木の2時間帯番組「パリパリ　～PARTY!PARTY!～」編成に伴いスライド。
- 水曜日 20:00 - 20:30（2018年4月 - 2019年3月）
- 金曜日 21:00 - 21:30（2019年4月 - ）

## 番組内容
2022年現在は、主に
1. オープニングトーク
2. フリートーク（イベント等の感想メールの紹介や、月々のメールテーマに沿ったトーク。"おしゃれなカフェ"にてトークしている体裁をとっており、開始時と終了時にはそれぞれ「いらっしゃいませ」「ありがとうございました」のカフェ店員風の人物の声が入る。）
3. バースデーメール紹介（リスナーの誕生日に関するメールを紹介し、メンバーが祝う。省略される場合もある。）
4. Negiccoインフォメーション（イベントやリリースの情報を紹介する。）

の構成となっている。
FM新潟のデジタル音声コンテンツサービス「LOTS ON」にて、放送終了後21時30分にアフタートークが配信されている。

### 過去の番組内容
Negi's フェイバリット!
Nao☆、Megu、Kaedeが週替わりでハマっているモノ・ヒト・コトを紹介する。
お悩みNegi畑
リスナーから寄せられた悩みや相談に答える。「3R推進ネギネギ!」放送期間中は休止していた。
3R（スリー・アール）推進ネギネギ!
新潟県3R推進大使であるNegiccoが3Rについて学んでいく。